# 泰勒斯角 (加利福尼亞州)
泰勒斯角（英語：Tylers Corner）是位於美國加利福尼亞州埃爾多拉多縣的一個非建制地區。該地的面積和人口皆未知。

## 地理
泰勒斯角的座標為38°31′42″N 120°41′11″W / 38.52833°N 120.68639°W，而該地的平均海拔高度為644米（即2113英尺）。